# Odynerus angulatus
Odynerus angulatus är en stekelart som beskrevs av Henri Saussure. Odynerus angulatus ingår i släktet lergetingar, och familjen Eumenidae. Utöver nominatformen finns också underarten O. a. alexandriae.